# Ostkreuz (фотоагентство)
Ostkreuz — известное берлинское фотоагентство, владеющее в том числе одной из признанных, негосударственных фотошкол в Берлине. Название фотоагентства, происходит от названия одноимённого железнодорожного узла и станции метрополитена в центре немецкой столицы. С другой стороны имя Ostkreuz (в переводе «Восточный Крест») символично раскрывает интерес его авторов к странам Восточной Европы.

## История основания
Ostkreuz был основан в 1990 году семью известными германскими фотографами Сибилле Бергеман, Ута Малер, Вернер Малер, Енц Рётш, Харальд Хаусвальд, Томас Зендберг и Хальф Циммерманн. Уже во времена ГДР, часть их была признана ведущими мастерами фотографии. Публикации в важнейших мировых изданиях, выставочная и преподавательская деятельность фотографов Ostkreuz, а также монографии её участников сделали его одним из авторитетных фотоагентств мира. Примером фотографического языка и организации Ostkreuz в период его основания было парижское агентство Magnum.

## Ostkreuz сегодня
В данный момент фотоагентство насчитывает 19 фотографов, от начинающих творческий путь, до всемирно признанных мастеров фотографии, 6 человек персонала. Фотоагентство владеет одноименной школой в Берлине, где часть фотографов агентства задействованы преподавательской деятельностью. Основное направление фотоагентства авторская документальная фотография и фотожурналистика.
Наряду с повседневной редакционной деятельностью Ostkreuz активно работает над большими документальными и выставочными проектами. В 2009 году им было выпущено 3 книги.

## Фотографы
- Сибилле Бергеман
- Андрей Кременчук
- Ута Малер
- Вернер Малер
- Харальд Хаусвальд
- Espen Eichhöfer
- Annette Hauschild
- Пэпа Христова
- Dawin Meckel
- Thomas Meyer
- Юлиан Рёдер
- Франк Шински
- Jordis Antonia Schlösser
- Anne Schönharting
- Линн Шрёдер
- Michael Trippel
- Heinrich Völkel
- Морис Вайсс

## Выставки
- 2000—2001 Восточнее Едена. Из ГДР в Германию 1974—1999. U-Bahn-Galerie
- 2009 Восточное время. Истории ушедшей страны. Sibylle Bergemann, Harald Hauswald, Ute Mahler, Werner Mahler, Maurice Weiss Выставка в Доме Культур Мира. Берлин (Haus der Kulturen der Welt, Berlin)